# Levanger FK
Maillots

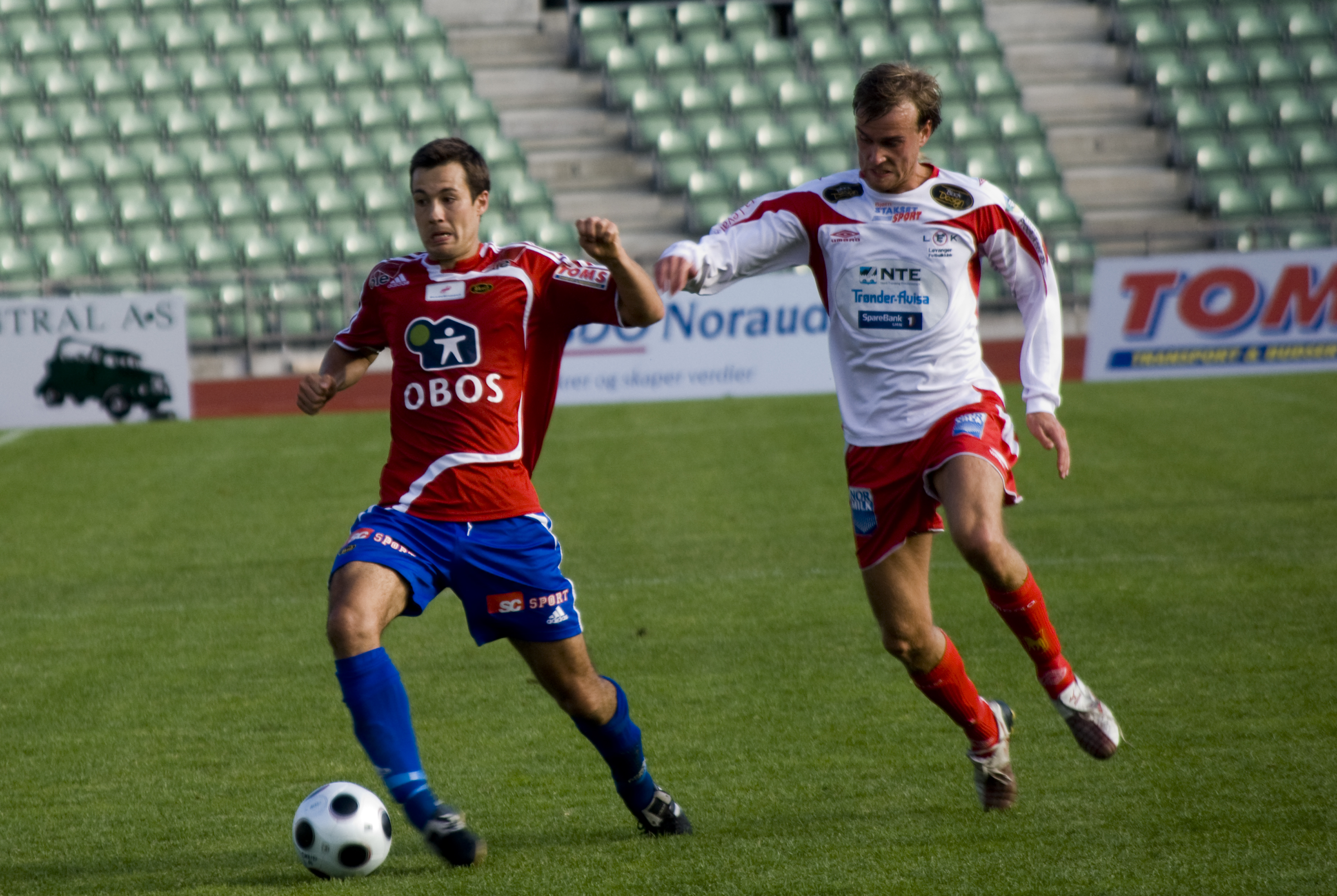

Le Levanger FK, est un club norvégien de football fondé en 1996 et basé dans la ville de Levanger en Norvège.

## Histoire
Le Levanger FK voit le jour le 20 mai 1996, né de la fusion de deux clubs, le SK Nessegutten (en) et l'IL Sverre.
Il accède pour la première fois à la 1. divisjon (deuxième division norvégienne) en 2015 après avoir terminé premier du championnat de troisième division lors de la saison 2014. C'est la première fois en 20 ans qu'un club basé dans le nord du comté de Trøndelag atteint la deuxième division.
Après quatre saisons passées en deuxième division, Levanger est relégué à l'issue de la saison 2018 en terminant dernier du classement. Le club rencontre également des difficultés financières, accusant un déficit de 1,2 million de couronne norvégienne.
Levanger accède pour la deuxième fois de son histoire à la deuxième division en étant promu à l'issue de la saison 2023, le club validant sa montée à quatre journées de la fin de la saison, le 21 octobre 2023 après une victoire face au Strømmen IF (1-3 score final), et termine le championnat à la première place.
Durant la saison 2024, le Levanger FK lutte pour son maintien jusqu'à la dernière journée où, sa défaite à domicile le 9 novembre 2024 face au Åsane Fotball (2-3 score final), le laisse à la quinzième et avant-dernière place du classement, l'envoyant de nouveau en troisième division norvégienne.